# Martin Röing
Carl Martin Röing, född 10 maj 1979, är en svensk före detta bandyspelare (försvarare) som senast spelade i IFK Vänersborg. Han har tidigare spelat i HK Uralskij Trubnik  och Hammarby IF.